# Andorinhão-de-rabo-curto
Andorinhão-de-cauda-curta ou andorinhão-de-rabo-curto (nome científico: Chaetura brachyura) é uma espécie de ave pertencente à família dos apodídeos.
É uma espécie residente comum de Trinidad e Tobago, Granada e São Vicente, e na América do Sul tropical do Panamá, Colômbia e Guianas ao sul do Equador, Peru e Brasil; no Brasil, ocorre em toda a bacia amazônica, excluindo grande parte da bacia sudeste.

## Subespécies
São reconhecidas quatro subespécies:
- Chaetura brachyura brachyura (Jardine, 1846) - panamá até as Guianas, Trinidad, centro e oeste do Brasil e norte da Bolívia.
- Chaetura brachyura praevelox (Bangs & Penard, 1918) - sul das Antilhas Menores (Granada, São Vicente e Tobago).
- Chaetura brachyura cinereocauda (Cassin, 1850) - norte e centro do Brasil.
- Chaetura brachyura ocypetes (Zimmer, JT, 1953) - localmente no sudoeste do Equador e extremo noroeste do Peru.